# Contra: Legacy of War
Contra: Legacy of War es un videojuego de acción en 3D producido por Konami y desarrollado por Appaloosa Interactive publicado en 1996 para PlayStation y en 1997 para Sega Saturn. Fue la primera de las dos entregas de Contra desarrolladas externamente por Appaloosa, seguida por C – The Contra Adventure en 1998. El juego marca el salto de la serie a los gráficos en tres dimensiones y aplica cambios controvertidos a la jugabilidad. Legacy of War se publicó acompañado de unas gafas anaglifo 3D, que el juego soportaba. Legacy of War tiene la distinción de ser el primer juego para consola de la serie en conservar tanto el título de Contra como los personajes humanos durante su lanzamiento en Europa y Australia (donde la serie se había conocido como Probotector desde primer juego para NES hasta Contra: Hard Corps). Estaba previsto que el juego se publicase en Japón también, pero fue cancelado.